# Хилдерих II
Вижте пояснителната страница за други личности с името Хилдерик (пояснение).
Хилдерих II (Childerich II.; * 655; † есента 675 г.) e меровингски крал на франките от 662 до 675 г. в Австразия, между 673 и 675 на цялото царство.

## Живот
Той е вторият син на франкския крал Хлодвиг II и Батилда (Bathilde), произлизаща от Англия.
Между 18 октомври и 9 декември 662 г. Хилдерих II се жени за Билхилда (Bilchilde), дъщеря на крал Сигиберт III. Двамата имат около 670 г. двама сина Дагоберт и Хилперих II.
След смъртта на пипинидския крал Хилдеберт Осиновения (Childebertus adoptivus) през 662 г. Хилдерих II e издигнат за крал на източната част на Меровингското кралство (Австразия). Обаче той стои под опеката на леля си Химнехилда и бъдеща тъща, вдовицата на Сигиберт III и на майордом Вулфоалд. Прави подаръци, издава нареждания, които са против Пипинидите и Арнулфингите.
След смъртта на брат му Хлотар III през 673 г. Хилдерих II e извикан от опозицията в Неустрия да смени брат си Теодорих III, издигнат за крал от майордом Еброин през 673. Еброин и Теудерих са заточени в манастира Сен Дени и кралството се управлява отново за късо време от един меровинг.
През есента на 675 г. Хилдерих II, бременната му жена и сина му Дагоберт са убити при заговор с причина неразбирателство в двореца между австразийската и неустрийската партия. Петгодишният му син Хилперих II, както тогава е било прието, е изпратен в манастир, където живее под името „Брат Даниел“ до 715 г.
Хилдерих II е погребан с жена си в абатството Сен Жермен де Пре в Париж.